# Brigitte Rohde
Brigitte Rohde (n. 8 octombrie 1954, Prenzlau, Brandenburg, Germania) este o atletă ce a reprezentat Germania, medaliată olimpică. A participat la o ediție a Jocurilor Olimpice (1976) în care a câștigat medalia de aur în proba de 4x400 m.

## Palmares
| An   | Competiție                      | Locație             | Loc | Eveniment     | Note    |
| ---- | ------------------------------- | ------------------- | --- | ------------- | ------- |
| 1970 | Cupa Europei                    | Budapesta, Ungaria  | 1   | 4x400 m       | 3:37,0  |
| 1970 | Campionatul European de Juniori | Paris, Franța       | 3   | 400 m         | 55,07   |
| 1970 | Campionatul European de Juniori | Paris, Franța       | 1   | 4x400 m       | 3:40,2  |
| 1974 | Campionatul European în sală    | Göteborg, Suedia    | 5   | 400 m         | 52,95   |
| 1974 | Campionatul European            | Roma, Italia        | 1   | 4x400 m       | 3:25,2  |
| 1975 | Cupa Europei                    | Nisa, Franța        | 1   | 4x400 m       | 3:24,0  |
| 1976 | Jocurile Olimpice               | Montréal, Canada    | 1   | 4x400 m       | 3:19,23 |
| 1978 | Campionatul European            | Praga, Cehoslovacia | 4   | 400 m garduri | 55,46   |
| 1979 | Campionatul European în sală    | Viena, Austria      | 5   | 400 m         | 53,23   |
| 1979 | Cupa Europei                    | Torino, Italia      | 1   | 4x400 m       | 3:19,62 |
| 1979 | Cupa Mondială                   | Montréal, Canada    | 1   | 4x400 m       | 3:20,37 |